# Gilbert Rey
Gilbert Rey (Carouge, 1930. október 30. –) svájci labdarúgócsatár.
A svájci válogatott tagjaként részt vett az 1962-es labdarúgó-világbajnokságon.